# Процес «Снампроджетті» (збагачення вугілля)

Рис. 1 — Технологічна схема дільниці масляної агломерації комплексу «Порто-Торрес»: 1 — вихідна суспензія; 2 — змішувач; 3 — збірник мазуту; 5 — збірник оксі-сполук; 6 — збірник пентану; 7 — агломераційний апарат; 8 — грохот; 9 — вода; 10 — конвеєр концентрату; 11 — ємність концентрату; 12 — знезмаслюючий пристрій; 13 — пара; 14 — циклон для вловлювання вугільного дріб'язку; 15 — холодильник; 16,17 — пентан-сепаратори; 18 — ємність відходів; 19 — концентрат; 20 — центрифуга; 21 — відходи агломерації; 22 — прояснена вода

Процес «Снампроджетті» — технологічний процес, призначений для приготування та спалювання висококонцентрованих водовугільних суспензій (ВВВС) на основі збагаченого вугілля різних марок. В 1993 році реалізовано проект демонстраційного комплексу «Порто-Торрес», який передбачає збагачення вугілля крупністю 0-30 мм.

## Опис технологічної схеми процесу
Технологічна схема цеху збагачення забезпечує роздільну переробку вугілля за двома класами крупності — 0,5-30 мм і 0-0,5 мм. Крупні класи піддають важкосередовищній сепарації на гідроциклонах (дільниця ВСС), а вугільні шлами — селективній масляній агломерації (дільниця СМА).
Технологічна схема дільниці СМА (рис.1) передбачає попередню обробку суспензії вугільних шламів водним розчином NaOH (регулятора середовища) в спеціальному змішувачi 2. Далі суспензія з концентрацією за масою 30 % подається в два послідовно встановлених міксери 3, призначених для обробки матеріалу зв'язуючою вуглеводневою речовиною. Застосовують композиційне зв'язуюче з пентану, оксі-сполук і мазуту. Власне агломерація проводиться в апараті 7, обладнаному вертикальною багатоярусною мішалкою. Продукт агломерації розділяється на концентрат та відходи на грохотi 8 з подачею води для відмиву з поверхні гранул мінеральних фракцій. Агломерат (гранулят) конвейером 10 направляється в бак 11 збагаченого вугілля, де розріджується технічною водою і подається на операцію знемаслення в спеціальний пристрій 12. Знемаслений концентрат подрібнюють в млинах дільниці приготування ВВВС. Відходи агломерації після вилучення з них пентану на сепараторi 17 направляють в ємність 18 і далі — на зневоднення до центрифуги 20.

## Резюме
В цілому цех збагачення забезпечує одержання до 50 т/год високоякісного концентрату зольністю не більше 3,5 % зі вмістом сірки 0,9 %. При цьому продуктивність дільниці СМА становить 5 т/год по агломерату (~7 т/год по вихідному вугіллю).